# Horst-Herbert Krause
Horst-Herbert Krause (* 24. Mai 1950 in Andel an der Mosel) ist ein deutscher Texter und Musikproduzent.
Er war der erste Produzent von Herbert Grönemeyer als Solo-Künstler und war als Texter auf den ersten drei Alben von Grönemeyer – Grönemeyer, Zwo und Total egal – vertreten. Er war beteiligt an Grönemeyers erstem Hit Currywurst (geschrieben von Diether Krebs zur Musik von Jürgen Triebel). Darüber hinaus schrieb er für Howard Carpendale, Andrea Berg, Marianne Rosenberg, Roland Kaiser, Jürgen Drews, Joy Fleming und Wolfgang Petry (Pete Wolf Band). Von 1976 bis 2002 war er mehrfach Teilnehmer am deutschen Vorentscheid zum Grand Prix Eurovision de la Chanson sowie beim Deutschen Song-Festival – darunter der zweite Platz 1991 mit dem Titel Geh, interpretiert von Bernhard Brink. Insgesamt war Krause an mehr als 400 Veröffentlichungen beteiligt. Über viele Jahre arbeitete er mit den Produzenten und Komponisten Joachim Heider und Jürgen Triebel sowie Eugen Römer zusammen.
Krause war Mitbegründer des Musikverlages Roof Music und des Veranstaltungszentrums Zeche Bochum, in der er über viele Jahre auch als Geschäftsführer tätig war.